# Лиана Даскалова
Лиана Георгиева Даскалова е българска писателка и поетеса, авторка на проза и поезия за деца. Съпруга е на писателя Стоян Даскалов.

## Биография
Даскалова е родена през 1927 година в Перущица. През 1951 година завършва специалност право в Софийския университет. Две години по-късно излиза първата ѝ стихосбирка – „Когато мечтите се сбъдват“.
Първата ѝ публикация според Енциклопедия „България“ датира от 1942 г. в списание „Българска реч“ (1926 – 1943), а според различни интернет източници – от 1946 г. в сп. „Звънче“, подписана с бащиното ѝ име, Лиана Георгиева. Последната ѝ стихосбирка – „Софийска улица“ – е публикувана през 2007 г.
Лиана Даскалова превежда поезия от руски, немски, френски и словашки език.
През 1995 година ѝ е присъдена литературната награда „Петко Р. Славейков“, а през 2005 година СБП я удостоява с наградата за детска литература за книгата „6 вълшебни приказки“.